# Axinella euctimena
Axinella euctimena är en svampdjursart som beskrevs av Jörn Hentschel 1912. Axinella euctimena ingår i släktet Axinella och familjen Axinellidae.
Artens utbredningsområde är havet kring Indonesien. Inga underarter finns listade i Catalogue of Life.